# Indiana Pacers 1998-1999
La stagione 1998-99 degli Indiana Pacers fu la 23ª nella NBA per la franchigia.
Gli Indiana Pacers vinsero la Central Division della Eastern Conference con un record di 33-17. Nei play-off vinsero il primo turno con i Milwaukee Bucks (3-0), la semifinale di conference con i Philadelphia 76ers (4-0), perdendo poi la finale di conference con i New York Knicks (4-2).

## Roster
| N° | Naz.                   | Ruolo | Sportivo        | Anno | Alt. | Peso |
| -- | ---------------------- | ----- | --------------- | ---- | ---- | ---- |
| 4  | Stati Uniti (bandiera) | G     | Travis Best     | 1972 | 180  | 83   |
| 5  | Stati Uniti (bandiera) | GA    | Jalen Rose      | 1973 | 203  | 95   |
| 9  | Stati Uniti (bandiera) | AC    | Derrick McKey   | 1966 | 206  | 93   |
| 13 | Stati Uniti (bandiera) | G     | Mark Jackson    | 1965 | 185  | 82   |
| 14 | Stati Uniti (bandiera) | AC    | Sam Perkins     | 1961 | 206  | 107  |
| 17 | Stati Uniti (bandiera) | GA    | Chris Mullin    | 1963 | 198  | 91   |
| 20 | Stati Uniti (bandiera) | G     | Fred Hoiberg    | 1972 | 193  | 92   |
| 25 | Stati Uniti (bandiera) | A     | Al Harrington   | 1980 | 206  | 104  |
| 31 | Stati Uniti (bandiera) | GA    | Reggie Miller   | 1965 | 201  | 84   |
| 32 | Stati Uniti (bandiera) | A     | Dale Davis      | 1969 | 211  | 104  |
| 33 | Stati Uniti (bandiera) | AC    | Antonio Davis   | 1968 | 206  | 98   |
| 43 | Stati Uniti (bandiera) | A     | Mark Pope       | 1972 | 208  | 107  |
| 44 | Stati Uniti (bandiera) | A     | Austin Croshere | 1975 | 206  | 107  |
| 45 | Paesi Bassi (bandiera) | C     | Rik Smits       | 1966 | 224  | 113  |

## Staff tecnico
- Allenatore: Larry Bird
- Vice-allenatori: Rick Carlisle, Dick Harter
- Preparatore atletico: David Craig